# Самойлович, Михаил Исаакович
Михаил Исаакович Самойлович (1937—2017) — российский физик, лауреат Государственной премии СССР (1979).
Окончил физмат Горьковского университета (1960).
С 1960 по 2001 год работал во ВНИИ синтеза минерального сырья в городе Александрове Владимирской области в должностях от младшего научного сотрудника до заместителя генерального директора по разработке и использованию научных программ в области высоких технологий. Принимал участие в работе по получению синтетического оптического радиационно-стойкого кварца, пьезокварца, синтетических алмазов и других кристаллических материалов.
С 2001 года руководитель научных программ и заведующий отделом метаматериалов и нанокомпозитов в ЦНИТИ «Техномаш» (г. Москва). Принимал участие в создании новых материалов для микроэлектроники и нанофотоники.
Доктор физико-математических наук (1973). Диссертация:
- Исследование радиационных дефектов и центров окраски в облученных кристаллах методом ЭПР : диссертация … доктора физико-математических наук : 01.04.11. — Александров, 1973. — 420 с. : ил.

Профессор по специальности «Физика твёрдого тела» (1977).
В 2002—2014 гг. преподавал в Московском государственном университете радиотехники, электроники и автоматики. Член докторских диссертационных советов МГУ и МАТИ.
Книги:
- A foundation for the theory of symmetry of ordered nanostructures / M. Samoylovich, A. Talis. — Moscow : Technomash, 2007. — 197 с. : ил.; 23 см; ISBN 5-902740-09-6
- Наноматериалы : монография на основе расширенных пленарных докл. XII Междунар. науч.-технической конф. (Москва, 2006, 7-9 сент.) / [М. И. Самойлович, А. Л. Талис, А. Ф. Белянин] ; Открытое акционерное о-во Центральный науч.-исследовательский ин-т «Техномаш». — Москва : Техномаш, 2006 (М. : Ред.-издат. группа ОАО ЦНИТИ «Техномаш»). — 397, [1] с. : ил., табл.; 22 см; ISBN 5-902740-06-1
- Введение в спектроскопию ЭПР активированных монокристаллов [Текст] / М. Л. Мейльман, М. И. Самойлович. — Москва : Атомиздат, 1977. — 270 с. : ил.; 21 см.

Лауреат Государственной премии СССР (1979).
Соавтор (в составе коллектива: доктор геолого-минералогических наук, заведующий лабораторией Института геологии рудных месторождений, петрографии, минералогии и геохимии АН СССР А. С. Марфунин, кандидат геолого-минералогических наук из того же института Л. В. Бершов и старший научный сотрудник Всесоюзного института синтеза минерального сырья Министерства геологии СССР кандидат физико-математических наук М. И. Самойлович) научного открытия, зарегистрированного под № 118 с приоритетом от 28 октября 1966 г.:
```
«Установлено неизвестное ранее явление образования (под действием естественной радиации или в процессе минералообразования) и широкого распространения стабильных свободных радикалов и электронно-дырочных центров в минералах и горных породах (например, неорганически свободных радикалов SO4, SO3, SO2, PO4, РО3, СО3, СО2, O2, О, Н0 в берилле, турмалине, ангидрите, полевых шпатах)».
```

Умер 25 июня 2017 года после тяжёлой и продолжительной болезни.